# Júr Tesák Mošovský
Jur Tesák Mošovský (również Juraj Tesák Mošovský; w tekstach łacińskich Tesacius, Tesachyus, Tessak, Thesacius, Thesak; używał też przydomków Moschovinus, Mossoviensis, Pannonius; ur. ok. 1547 w Mošovcach, zm. 27 sierpnia 1617 w Pradze) – słowacki utrakwistyczny duchowny, pisarz i dramaturg, jeden z prekursorów humanizmu w tej części Europy.